# Нейдінг Марцел Натанович
Нейдінг Марцел Натанович (11 лютого 1884, Варшава — 2 травня 1949, Одеса) — радянський невропатолог, доктор медичних наук, професор.

## Біографія
1907 року закінчив Імператорський Новоросійський університет. В 1911 навчався на курсі невропатології в Берліні, був учнем німецького невролога Луї Якобсона-Ласка. У 1914 році мобілізований на військову службу як старший ординатор польового госпіталю. Повернувшись до Одеси, де була епідемія висипного тифу, зголосився добровольцем на лікуванні хворих на тиф. З 1922 професор Одеського національного університету імені І. І. Мечникова, з 1927 директор клініки неврології хвороб Одеського інституту удосконалення лікарів. Член правління Всесоюзного та Українського товариства невропатологів та психіатрів та Всесоюзного товариства нейрохірургів, голова Одеського товариства невропатологів та психіатрів. В 1935 отримав ступінь доктора медичних наук без завдання дисертації.

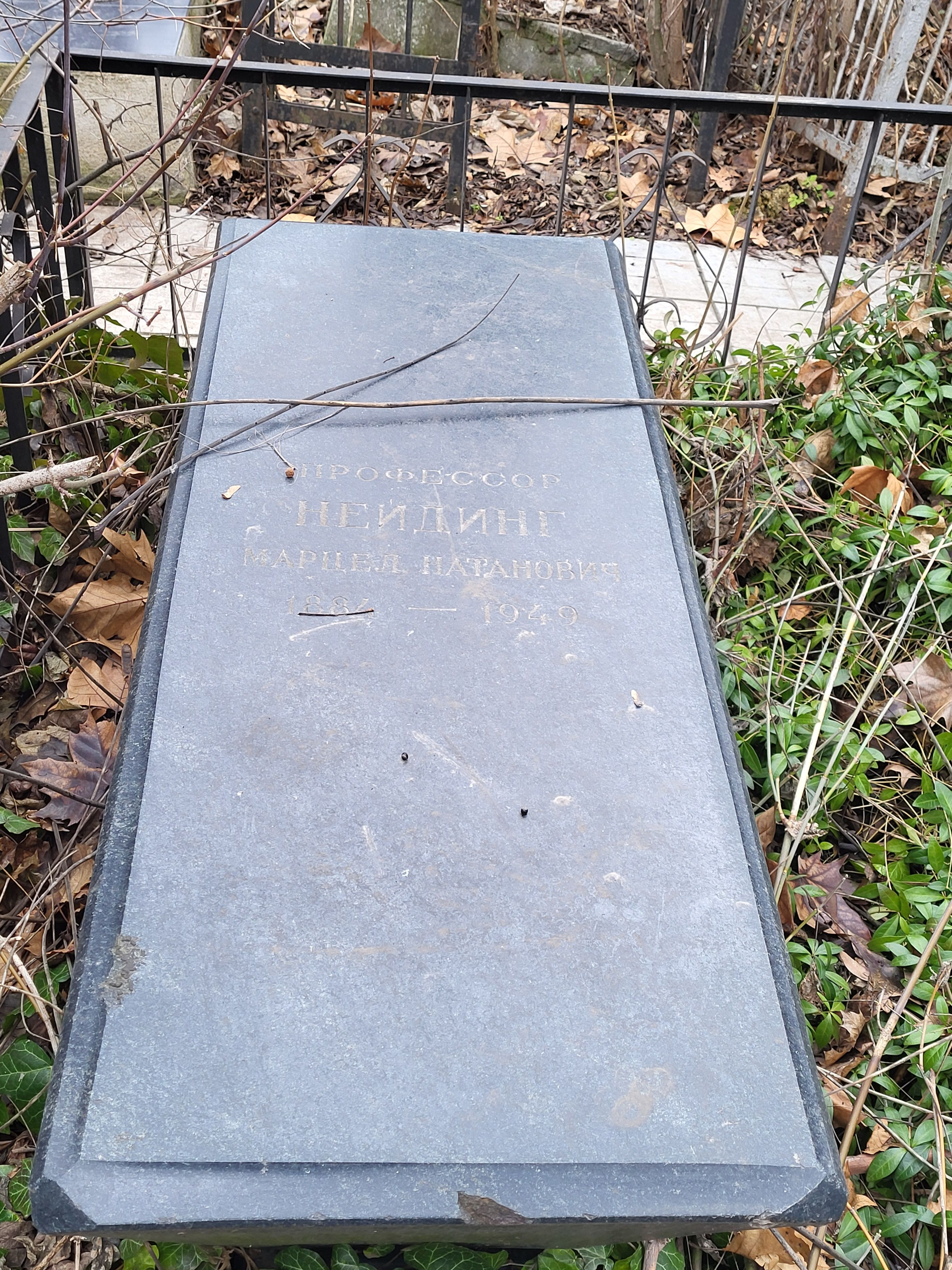
Надгробок Марцела Нейдінга на Другому християнському кладовищі Одеси

Помер 2 травня 1949. Похований на Другому християнському цвинтарі Одеси.